# Panzer-Lehr-Division

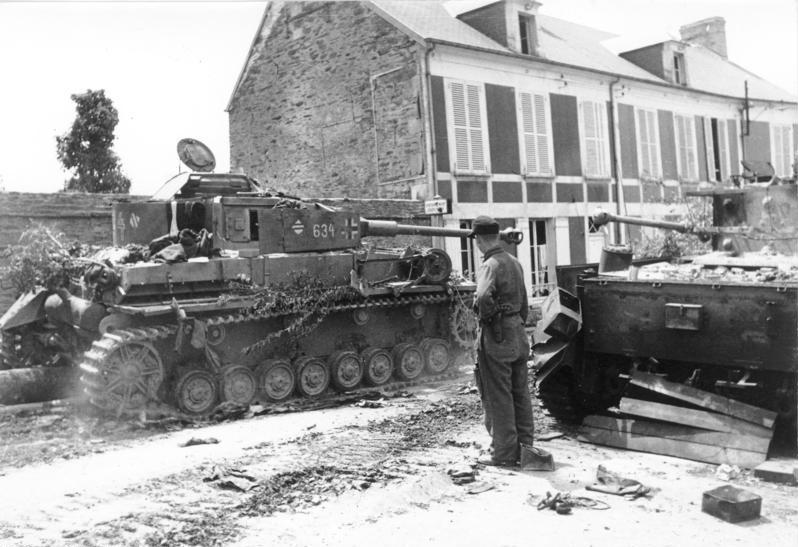
Zerstörter Panzer IV der Panzer-Lehr-Division in Villers-Bocage, Frankreich im Juni 1944 (Schlacht um Caen)

Die Panzer-Lehr-Division war ein Großverband des Heeres der deutschen Wehrmacht im Zweiten Weltkrieg.

## Geschichte

### Aufstellung
Die Panzerdivision mit dem Namen Panzer-Lehr-Division wurde im Januar 1944 in Frankreich unter dem Befehl von Generalleutnant Fritz Bayerlein bei Lunéville-Verdun aufgestellt. Dazu wurden per Befehl aus dem OKH vom 30. Dezember 1943 aus den beiden Panzertruppenschulen I in Bergen und Panzertruppenschule II Krampnitz Einheiten in diesen Raum verlegt. Als einzige Division der Wehrmacht war sie – mit Ausnahme von Teilen des motorisierten und teilweise gepanzerten Artillerie-Regiments – vollständig mechanisiert. Beide Panzergrenadier-Regimenter waren mit Schützenpanzern (SPz) ausgestattet. Der Aufstellungsraum erstreckte sich über Nancy, Verdun und Lunéville.
Die Panzerverbände wurden in Berlin ausgerüstet. Den Stab der Panzerdivision bildete die Leitung der PzTrSchule I und den Stab der II. Abteilung die PzTrSchule II. Ab dem 5. Februar begann der Übungsunterricht des Panzer-Regiments unter der Leitung von Oberst Gerhardt.
Für die Aufstellung der Panzerjäger-Abteilung 130 wurden vom Heereszeugamt am 17. März 1944 einunddreißig Fahrzeuge der ersten Produktion Jagdpanzer IV zugeteilt und für den Transport nach Frankreich verladen.

### Verlegung nach Ungarn
Am 6. März erhielt der Verband den Befehl zur Verlegung nach Ungarn. Der Transport führte die Division über Wien, wo sie am 18. März 1944 eintraf. In Ungarn war die Division als Verband des XXII. (22.) Armee-Korps dem Befehlshaber Ungarn unterstellt. Weil Hitler befürchtete, dass Ungarn unter Horthy aus dem Bündnis ausscheiden könnte, wurde Ungarn besetzt; daran war auch die Panzer-Lehr-Division beteiligt. Nach einer Parade durch Budapest ging der Verband in Ungarn wieder zur Ausbildung über. Auch im bergigen Gelände der Karpaten gab es am 27. März ein Manöver. Erst am 2. April wurden die zugehörigen Truppenteile offiziell für die neue Division umbenannt.

### Verlegung nach Nordfrankreich
Nachdem am 29. April bei der Division der Befehl für die Verlegung nach Nordfrankreich eintraf, erfolgte der Transport mit siebzig Eisenbahnzügen in der Zeit vom 1. bis zum 6. Mai 1944. Die offenbar bevorstehende alliierte Invasion erforderte eine Verstärkung der deutschen Truppen in diesem Raum, die vom Oberkommando der Wehrmacht mit besonderer Verfügungsgewalt direkt geführt wurden. Die Division sammelte sich südwestlich von Paris im Raum zwischen Chartres und Le Mans im Umfeld der Orte Illiers und Nogent-le-Rotrou.

### Operation Overlord
In der Nacht des 6. Juni 1944 („D-Day“) befand sich die Panzer-Lehr-Division 60 Kilometer nordwestlich von Le Mans in Nogent-le-Rotrou und hatte begonnen, Fahrzeuge für eine neuerliche Verlegung nach Polen auf Eisenbahnwaggons zu verladen.
Zu diesem Zeitpunkt verfügte sie über folgende Panzerfahrzeuge:
- Panzer-Lehr-Regiment 130: 101 Panzer IV, 79 Panzer V (Panther) (die I. Abteilung des PzLehrRgt wurde in dieser Zeit vom PzRgt 6 gestellt)
- Panzerjäger-Lehr-Abteilung: 31 Jagdpanzer IV/L48
- Panzer-Kompanie (Fkl) 316: 9 Sturmgeschütze III, 6 Tiger II, 36 Borgward BIV (nur 3 der Befehls-Tiger der Kpn. waren einsatzbereit)

Gegen 2:30 Uhr erreichte die Division der Befehl die Verladung einzustellen und auf weitere Befehle zu warten. Diese kamen erst gegen 17:00 Uhr vom Befehlshaber der 7. Armee, General Dollmann, nachdem der Verband aus der Führer-Reserve des OKW entlassen worden war. Der Verband wurde dem I. SS-Panzerkorps zugeteilt, welches mit der übergeordneten Panzergruppe West zur Heeresgruppe B gehörte.

#### Verlegung an die Front
Die Division begann die Verlegung in die Normandie auf fünf verschiedenen Marschstraßen. Noch vor Einbruch der Nacht erfolgte der erste Tieffliegerangriff, bei dem die ersten drei Soldaten der Division in der beginnenden Schlacht getötet wurden. Die 150 Kilometer lange Fahrt bis zum alliierten Brückenkopf erfolgte unter ständiger Bedrohung durch Luftangriffe. Gegen Mitternacht des 7. Juni wurde aufgetankt und gegen 5:00 Uhr fehlten der Division noch etwa 50 km bis zum zugewiesenen Einsatzraum. In den folgenden Stunde des Marsches wurde die Division wiederholt von alliierten Kampfflugzeugen angegriffen und erlitt empfindliche Verluste. Erst gegen 18:30 Uhr erreichte die Division ihr Ziel und bezog die zugewiesene Stellung links an die 12. SS-Panzer-Division anschließend.

#### Erste Kämpfe
Für den 8. Juni wurde ein Angriff des PzGrenRgt 901 mit Unterstützung der 5. und 6. Kompanie PzRgt 130 aus dem Bereitstellungsraum in Richtung Norrey-en-Bessin befohlen. Der Rest der II./PzRgt 130 sollte einen Angriff des PzGrenRgt 902 auf Kräfte der 3rd Canadian Infantery Division im Raum von Brouay unterstützen. Der verlustreiche Angriff im Dunkeln führte zur Rückeroberung von Bouray und der Zerstörung einiger kanadischer Panzer.

#### Bayeux
Für den folgenden Tag wurde am Abend des 8. um 19:00 Uhr ein Angriff auf Bayeux befohlen. Kanadische Kräfte waren bereits auf der Nationalstraße D6 von Bayeux nach Tilly-sur-Seulle ausgemacht worden. Aus diesem Grund wurde umgruppiert und der Angriff sollte westlich der D6 erfolgen. Ein Angriff der 12. SS-Panzer Division auf der rechten Flanke in Richtung Bretteville-l’Orgueilleuse war bereits gescheitert. Der Angriff einer Aufklärungsgruppe erreicht Ellon und eine Stunde später Arganchy, knapp südlich von Bayeux. Die folgenden Panzer mit den aufgesessenen Grenadieren gerieten in den Beschuss schwerer Schiffsartillerie. Als die Panzer das nur fünf Kilometer vor Bayeux liegende Ellon erreichten, sprangen die Panzergrenadiere des Pz.Gren.Rgt. 901 ab und gingen hinter den Panzern in Deckung, da Truppen der 49th British Infantry Division auf die anrückenden Kräfte das Feuer eröffneten. Die Lage schien sich im Gefecht zu Gunsten der deutschen Angreifer zu entwickeln, doch der Angriff musste aufgrund eines Durchbruch kanadischer Kräfte weiter östlich zwischen der Panzer-Lehr-Division und der 12. SS-Panzer-Division eingestellt werden.
Kanadische Kräfte hatten sich um Tilly, Audrieu und Cristot eingerichtet. Grenadiere des I. Bataillon/Pz.Gren.Rgt. 901 blieben mit der 5. und 6. Kompanie/Pz.Lehr.Rgt. 130 in und bei Ellon, um dort einen weiteren Durchbruch zu verhindern.

#### Tilly-sur-Seulles
Die 7. und 8. Kompanie/Pz.Lehr.Rgt. 130 erhielt gegen 14:00 Uhr am 11. Juni den Befehl aus Fontenay-le-Pesnel in Richtung Tilly-sur-Seulles anzugreifen. Der Angriff begann in der Abenddämmerung und erreichte Audrieu und Chouain. Die weitere Straße nach Tilly führte nach ca. 1,5 km an eine Stelle an der links und rechts Wald stand und den Angriffsbereich für die 7. und 8. Kompanie auf einen schmalen Streifen verengte, in dem die vorstoßenden deutschen Panzer gegnerischem Artilleriefeuer ausgesetzt waren. Beim Versuch die Engstelle zu passieren wurde der den Angriff anführende Befehlspanzer der II. Abteilung, mit dem Kommandanten Oberstleutnant Prinz Wilhelm von Schönburg-Waldenburg, durch eine kanadische Panzerabwehrkanone zerstört und weitere Pz.Kpfw. V wurden beschädigt. Es wurde der Rückzug befohlen.
Die starke alliierte Unterstützung durch Schiffsartillerie zwang die Division, den Versuch weiter vorzustoßen, aufzugeben. Vier deutsche PzKpfw V und zwei 8,8-cm-Flak zerstörten am 9. Juni drei alliierte Panzer, die auf die Anhöhen bei Tilly vorrückten, doch die ursprünglich angedachte Frontlinie war wegen der Wirkung der alliierten Artillerie für die Division nicht zu halten. Es wurde eine siebzehn Kilometer lange, bogenförmige Frontlinie festgelegt die durch St. Germain-d'Ectot, Torteval, la-Belle-Epine, Bernières, Verrières, den Norden von Tilly und Cristot verlief.
Nachdem die rechts des Bereichs der PzLehrDiv anschließende 12. SS-PzDiv die Vorstöße der britischen und kanadischen Kräfte vor Caen aufgehalten hatten, beabsichtige die alliierte Führung eine westliche Umgehung dieser Stellungen durch einen Vorstoß über den Fluss Odon und östlich des Fluss Orne. Dies war der Bereich der PzLehrDIv und der Divisionsstab hatte durch Meldungen aus einem noch nicht von den Alliierten eroberten Stützpunkt in Douvres-la-Delivrande die Information, dass starke, gepanzerte alliierte Kräfte sich von der Küste ins Landesinnere bewegen.
Zur Abwehr übergehend bezogen die infanteristischen Kräfte der Division die vorderen Stellungen und die Panzer wurden hinter der Hauptkampflinie in die Reserve genommen, während die Artillerie im Hinterland Stellungen einrichtete.
Im weiteren Verlauf nahm sie an den Schlachten um Caen, Bayeux, Tilly-sur-Seulles und Saint-Lô teil. Bei diesen verlor sie bis Mitte Juni 5400 Mannschaften, 160 Offiziere und 124 von ihren 190 Panzern, also 65 Prozent.
Am 1. Juli 1944 meldete die Division noch 36 einsatzbereite PzKpfw IV, 32 PzKpfw V Panther und 28 Jagdpanzer. Die Panzer-Kompanie (Fkl) 316 wurde nicht mehr gemeldet.

#### Ende der Normandie-Schlacht
Per 1. August 1944 meldete die Division nur noch 15 PzKpfw IV und 12 PzKpfw V Panther.

### Wiederaufstellung Herbst 1944
Die verlustreichen Kämpfe in Frankreich erforderten die Wiederaufstellung. Diese wurde am 15. Oktober befohlen und erfolgte im Raum Heilbronn und Paderborn unter anderem auf dem Truppenübungsplatz Sennelager. In dieser Zeit war die Division dem Befehlshaber des Ersatzheers unterstellt. Am 13. November 1944 verließ ein Transport mit 21 neuen Panzer IV/70 (V) für die Panzerjäger-Abteilung 130 der Division das Heereszeugamt.

### Ardennenoffensive
Vom 16. Dezember 1944 bis 21. Januar 1945 nahm der Verband mit dem überwiegenden Teil seiner Einheiten an der Ardennenoffensive teil. Doch vom Panzer-Lehr-Regiment 130 war nur die II. Abteilung im Dezember 1944 an dieser Offensive beteiligt. Die Division war an der Belagerung von Bastogne (etwa 20.–27. Dezember 1944) beteiligt und konnte dabei bis nach Rochefort vordringen.
Hohe Verluste und starke alliierte Kräfte zwangen die Division anschließend zum Rückzug in das Ruhrgebiet.

### Kapitulation im Ruhrkessel
Im dort entstandenen Ruhrkessel kapitulierte am 15. April 1945 der Großteil der Division im Raum Winterberg am östlichen Rand des Kessels. Zum Zeitpunkt der Kapitulation gehörte der Verband zum LXXIV. (74.) Armee-Korps der 15. Armee bei der Heeresgruppe B. Von ihrer ursprünglichen Truppenstärke waren noch 2460 Soldaten, 8 Panzer und 50 Panzerfahrzeuge übriggeblieben.
Kleineren Gruppierungen gelang der Durchbruch Richtung Osten; sie kämpften später weiter im Raum Peine, südlich von Hannover.

### I./ Pz-Lehr-Rgt 130 im Osten

#### I./ Pz-Lehr-Rgt 130 in Ungarn
Die I. Abteilung des Panzer-Lehr-Regiments 130 war im November 1944 mit 60 neuen Panzern V „Panther“ ausgerüstet worden und wurde bis Mitte Dezember 1944 an die Ostfront nach Ungarn verlegt. Dort nahm die Abteilung bis Anfang Januar 1945 an der Schlacht um Budapest teil.

#### I./ Pz-Lehr-Rgt 130 Neuausrüstung 1945
Nach der Verlegung der I. Abteilung nach Deutschland Anfang 1945 wurden die 2.–4. Kompanie und der Abteilungsstab wieder mit neuen Panzern ausgerüstet. Mitte Februar 1945 wurden diese Einheiten zu ihrer Division an die Westfront verlegt.
Die 1. Kompanie der I. Abteilung hingegen wurde Ende März 1945 mit 10 neuen Panzern V „Panther“ mit Infrarot-Nachtzielgerät ausgestattet und der Panzer-Abteilung 5 der 25. Panzergrenadier-Division an der Ostfront taktisch unterstellt.
Hier nahm die 1. Kompanie Mitte April 1945 u. a. an der Schlacht um die Seelower Höhen im Raum Wriezen teil.

## Gliederung
- Panzer-Lehr-Regiment 130
- Panzergrenadier-Lehr-Regiment 901
- Panzergrenadier-Lehr-Regiment 902
- Panzer-Artillerie-Regiment 130
- Feldersatz-Bataillon 130
- Panzeraufklärungs-Lehr-Abteilung 130
- Heeres-Flak-Artillerie-Abteilung 311
- Panzerjäger-Abteilung 130
- Panzer-Lehr-Pionier-Bataillon 130
- Panzernachrichten-Abteilung 130
- Panzer-Versorgungstruppen 130